# Martha
Martha o la feria de Richmond (título original en alemán, Martha, oder der Markt von Richmond) es una ópera en cuatro actos con música de Friedrich von Flotow y libreto en alemán de Friedrich Wilhelm Riese, basado en el ballet Lady Henriette de Jules-Henri Vernoy de Saint-Georges. 
Flotow había compuesto el primer acto de un ballet, Harriette, ou la servante de Greenwiche, derivado de un texto de Saint-Georges, para la bailarina Adèle Dumilâtre. Fue representada por vez primera por el Ballet de la Ópera de París en la Salle Le Peletier el 21 de febrero de 1844. El tiempo disponible para la composición fue breve, de manera que los actos segundo y tercero fueron asignados, respectivamente, a Friedrich Burgmüller y Édouard Deldevez. La ópera Martha fue una adaptación de este ballet. Fue estrenada en el Kärntnertortheater de Viena el 25 de noviembre de 1847. Hasta principio del siglo XX, Martha mantuvo un lugar importante en el repertorio operístico.

## Valoración crítica
Según Gustav Kobbé, Martha, aunque se escribió por un nativo de Mecklenburgo y representado por vez primera en Viena, es de carácter y elegancia franceses. Flotow tuvo una formación musical francesa, lo mismo que el origen de la trama y de la partitura de esta obra, efectivamente en la tradición de Auber (Flotow estudió composición en París con Reicha, de 1827 a 1830, y habiéndolo dejado por la revolución de julio, regresó allí de 1835 a 1848, y de nuevo de 1863 a 1868).

## Historia de las representaciones
La primera representación de Martha tuvo lugar en el Kärntnertortheater en Viena el 25 de noviembre de 1847. Otras producciones tempranas siguieron en Weimar (16 de febrero de 1848), Dresde (1 de marzo de 1848), Leipzig (1 de marzo de 1848), y Berlín (7 de marzo de 1848). Fue representado en Budapest en húngaro (11 de julio de 1848) y en Praga en alemán (24 de marzo de 1849) y en checo (17 de febrero de 1850). Hay varias producciones tempranas en Londres, la primera en alemán en Drury Lane (4 de junio de 1849), seguido por uno en italiano en Covent Garden (1 de julio de 1858) y otra en inglés en Drury Lane (11 de octubre de 1858).

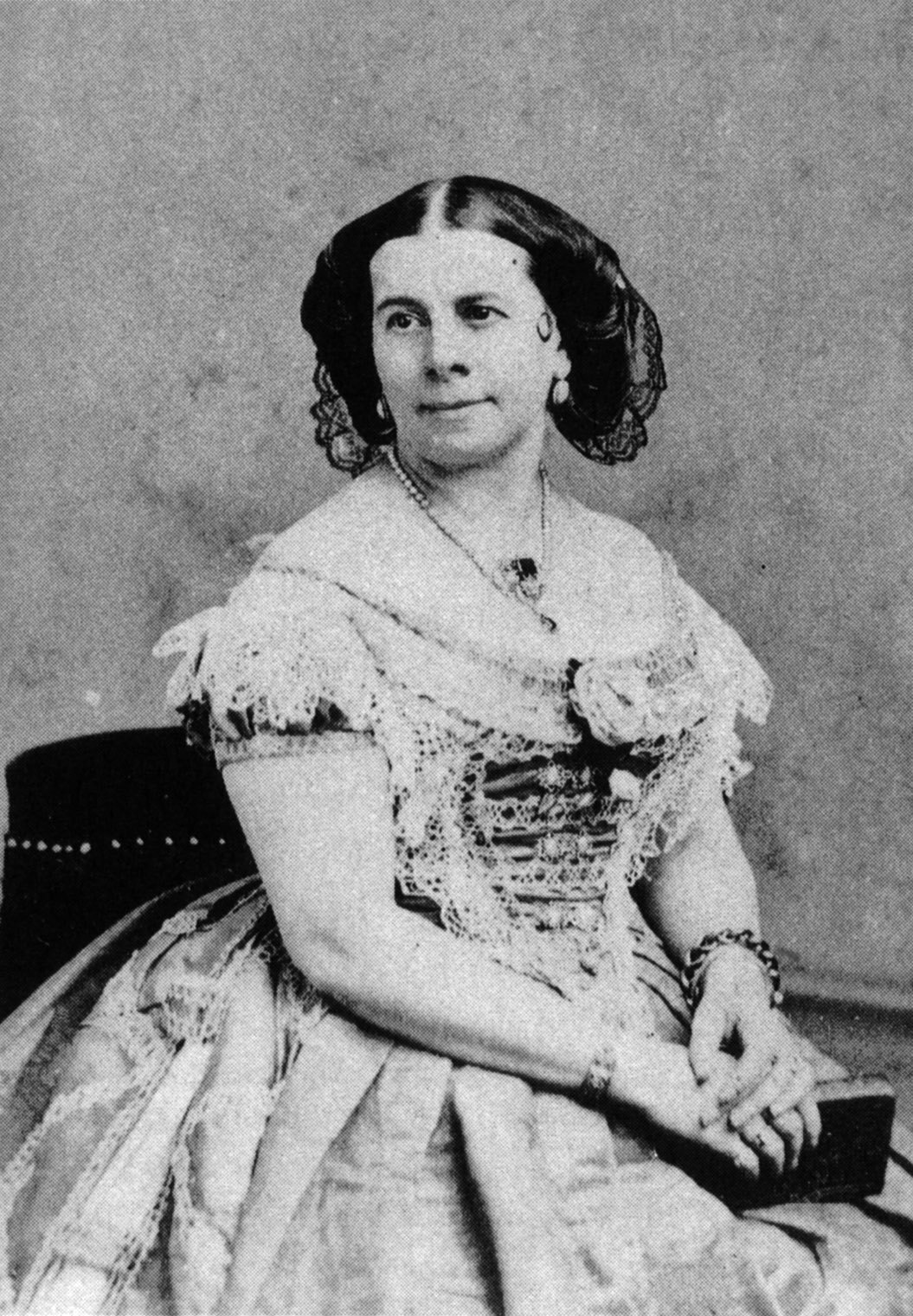
Anna Bishop

En los Estados Unidos, se produjo en inglés en Niblo's Garden en Nueva York el 1 de noviembre de 1852 con Anna Bishop, y Nueva Orleans el 27 de enero de 1860, en francés. Tuvo su primera representación australiana en Melbourne el 24 de junio de 1856. Fue representado por vez primera en Francia en italiano por el Théâtre-Italien en la Salle Ventadour en París el 11 de febrero de 1858 y en francés en varios teatros provinciales empezando a partir de diciembre de 1858 y en el Théâtre Lyrique en París el 18 de diciembre de 1865. Según T. J. Walsh numerosas ediciones de Kobbé's Opera Book han dado la fecha incorrecta de la primera representación en el Théâtre Lyrique el 16 de diciembre de 1865. También afirma que la información de Kobbé que el aria "M'appari" (de la ópera de Flotow L'âme en peine) fue por vez primera insertada en aquel teatro es también incorrecto, que fue cantada por Mario en el Théâtre-Italien en 1858 y también se encuentra (como "Ach! so fromm") en una temprana (probablemente 1848) edición de Viena de la partitura en la Biblioteca Británica y fue probablemente siempre una parte de la ópera. La confusión puede haber surgido de posteriores alteraciones realizadas por el director del Théâtre Lyrique, Léon Carvalho, que incluye la inserción en el Acto IV del aria para barítono de Flotow "Depuis le jour j'ai paré ma chaumière" (también de L'âme en peine).
En 1877, en la Royal Italian Opera en Covent Garden, Victor Capoul interpretó a Lyonel, con Francesco Graziani como Plumkett y Sofia Scalchi como Nancy.
La popularidad de Martha recibió un nuevo impulso en 1906 cuando fue representada en el Met de Nueva York en una producción que presentaba al gran tenor Enrico Caruso, cantando en italiano. Caruso interpretaría el papel de Lyonel muchas veces en las temporadas posteriores y extractos grabados de la versión en italiano de la ópera. Producciones recientes en el Reino Unido han sido las de Opera South en 1986 y 2009 y Bel Canto Opera en 2002. Entre las de los Estados Unidos se encuentran la del Teatro de Ópera de Míchigan en 1985.
Esta ópera se representa poco; en las estadísticas de Operabase aparece la n.º 200 de las óperas representadas en 2005-2010, siendo la 30.ª en Alemania y la primera de Flotow, con 14 representaciones en el período.

## Personajes
| Personaje                                                    | Tesitura       | Reparto el 25 de noviembre de 1847 Director: |
| Lady Harriet Durham (Martha) (dama de honor de la Reina Ana) | soprano        | Anna Zerr                                    |
| Nancy (Julia) (sirvienta de Lady Harriet)                    | mezzosoprano   | Therese Schwarz                              |
| Plunkett (un joven hacendado)                                | bajo           | Karl Johann Formes                           |
| Lyonel (hermano de Plunkett)                                 | tenor          | Joseph Erl                                   |
| Sir Tristán Mickleford (Bob) (primo de Lady Harriet)         | bajo           | Carl Just                                    |
| Sheriff                                                      | bajo           | Alois Ander                                  |
| Reina Ana                                                    | personaje mudo |                                              |
| Cortesanos, pajes, damas, cazadores, granjeros               |                |                                              |

## Argumento
La acción se desarrolla en el año 1710 en Richmond, Inglaterra. 

### Acto I
Escena 1
Lady Harriet está cansada de su vida en la alta sociedad, especialmente de pretendiente Sir Tristán. Ella y su criada se disfrazan como campesinas, "Martha" y "Julia", y se unen a un grupo de jóvenes para asistir a una feria. Convencen a Sir Tristán de acompañarlas, haciéndose pasar por el "granjero Bob".
Escena 2
Tradicionalmente, se realiza una subasta de jóvenes campesinas en la feria.  Los granjeros hacen sus ofertas por las chicas de la feria.  Los ganadores llevan a las jóvenes a sus granjas, donde las campesinas son contratadas como trabajadoras para el siguiente año. Plunkett y Lyonel asisten para buscar una chica.  Su madre ha muerto recientemente y necesitan de alguien que los ayude con el trabajo de la granja. El sheriff supervisa la subasta.  Los hermanos ganan a "Martha" y "Julia", mientras el "granjero Bob", con ineptitud, intenta recuperarlas.

### Acto II
"Martha" y "Julia" no saben nada sobre el trabajo de una granja. Rehúsan colgar ropa y no pueden usar una rueda de giro. "Martha" rechaza la propuesta matrimonial de Lyonel. Luego de la llegada de la noche, Tristán llega para rescatar a las mujeres

### Acto III
Un grupo de cazadores, incluido Plunkett, acompañan a la reina.  Lady Harriet extraña a Lyonel, pero cuando él llega, lo ignora.  Cuando Lyonel reclama que se cumpla su contrato, Tristán lo hace arrestar.  Lyonel trata de explicar lo que ocurrió a los cortesanos. Entrega el anillo que heredó de su padre a la reina cuando ella se va. 

### Acto IV
El comportamiento de Lady Harriet enfurece a Lyonel, pero ella busca su perdón. La reina ordena que Lyonel sea nombrado Conde de Derby, el título de su padre biológico. Nancy acepta casarse con Plunkett. Los cortesanos vuelven a crear la feria de campo, y cuando Lyonel vuelve a ver a "Martha", la perdona.

## Números destacados
- "Ach! so fromm, ach! so traut (M’apparì tutt’amor)" (Lyonel)
- "Blickt sein Aug"
- "Lasst mich euch fragen (Porter-Lied)" brindis (Plunkett)
- "Letzte Rose (con la melodía clásica irlandesa The Last Rose of Summer - La última rosa del verano)" (Martha, más tarde con Lyonel)
- "Mag der Himmel Euch vergeben (Orazión de Lyonel)"
- "Schlafe wohl! Und mag Dich reuen (Cuarteto de buenas noches)"
- "Was soll ich dazu sagen? (Cuarteo de la rueca)"